# Чжан Лицзюнь
Чжан Лицзю́нь (кит. трад. 张力军, упр. 張力軍, пиньинь Zhāng Lìjūn; род. 12 сентября 1996, Цитайхэ, Хэйлунцзян) — китайская кёрлингистка.
В составе женской сборной Китая участник зимних Олимпийских игр 2022 (заняли седьмое место), двух чемпионатов мира.
Играет на позиции третьего и первого.

## Команды
| Сезон                                               | Четвёртый    | Третий       | Второй        | Первый       | Запасной       | Тренер                                                  | Турниры                                                    |
| --------------------------------------------------- | ------------ | ------------ | ------------- | ------------ | -------------- | ------------------------------------------------------- | ---------------------------------------------------------- |
| 2012—13                                             | Чжан Лицзюнь | Yan Xue Qi   | Song Yue      | Yi Chenxin   | Jiang Mengjiao |                                                         |                                                            |
| 2014—15                                             | Фу Ивэй      | Sun Cheng Yu | Ян Ин         | Шэ Цютун     | Чжан Лицзюнь   |                                                         |                                                            |
| 2015—16                                             | Цзян Синьди  | Чжан Лицзюнь | Yin Yanxin    | Zhu Zihui    | Zhao Ruiyi     | Shi Mengyu                                              | ЧМЮ-Б 2016 (5 место)                                       |
| 2016—17                                             | Чжан Лицзюнь | Jiang Simiao | Zhao Ruiyi    | Kong Yuxuan  | Wang Meini     | Ван Фэнчунь                                             | ЧМЮ-Б 2017 (4 место)                                       |
| 2016—17                                             | Ван Бинъюй   | Чжан Лицзюнь | Jiang Si-Miao | Zhao Rui Yi  |                |                                                         | [ 4 ]                                                      |
| 2018—19                                             | Цзян Илунь   | Чжан Лицзюнь | Дун Цзыци     | Цзян Синьди  |                | Кэролин Макрори (КМ 3 эт., фин.), Майк Харрис (КМ фин.) | КМ 2018/19 (3 этап) (4 место) КМ 2018/19 (финал) (5 место) |
| 2018—19                                             | Ван Жуй      | Мэй Цзе      | Яо Минъюэ     | Ма Цзинъи    | Чжан Лицзюнь   | Чжан Чжипэн Майк Харрис                                 | ЧМ 2019 (6 место)                                          |
| 2019—20                                             | Хань Юй      | Чжан Лицзюнь | Цзян Синьди   | Zhao Ruiyi   | Yu Jiaxin      | Марко Мариани, Сёрен Гран                               | ТАЧ 2019                                                   |
| 2020—21                                             | Хань Юй      | Дун Цзыци    | Чжан Лицзюнь  | Цзян Синьди  | Янь Хуэй       | Марко Мариани                                           | ЧМ 2021 (10 место)                                         |
| 2021—22                                             | Хань Юй      | Ван Жуй      | Дун Цзыци     | Чжан Лицзюнь | Цзян Синьди    | Марко Мариани                                           | ЗОИ 2022 (7 место)                                         |
| Кёрлинг среди смешанных пар (mixed doubles curling) |              |              |               |              |                |                                                         |                                                            |
| 2016—17                                             | Чжан Лицзюнь | Ван Чжиюй    |               |              |                |                                                         | [ 5 ]                                                      |

(скипы выделены полужирным шрифтом)